# Premio Pulitzer de Música

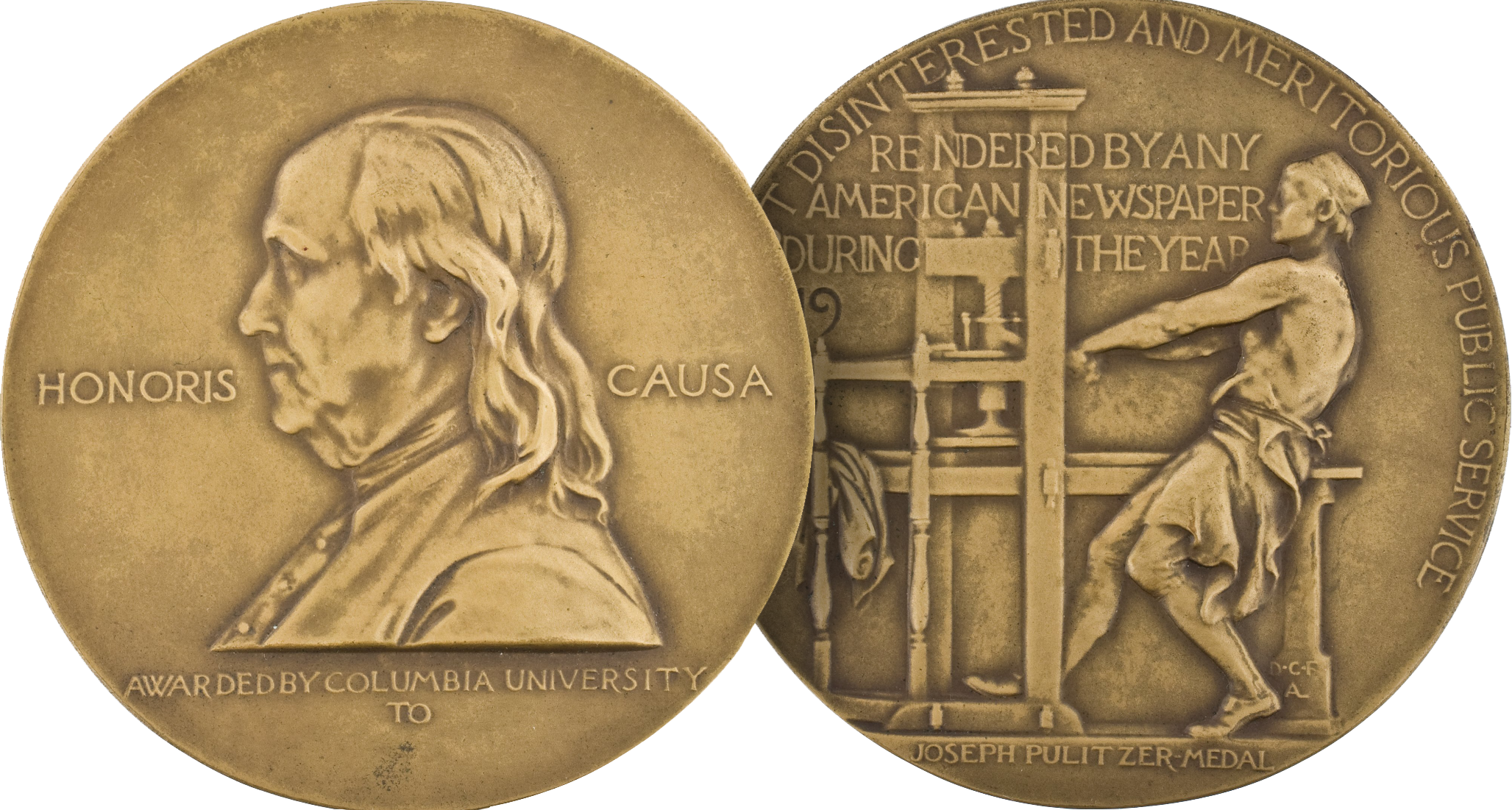
Medallas del Premio Pulitzer de Música.

El Premio Pulitzer de Música es una de las siete categorías de los premios Pulitzer que se otorga anualmente de las Escrituras, el Drama y la Música. Se entregó por primera vez en 1943. Joseph Pulitzer no requería tal premio en su testamento, pero había dispuesto que se otorgase una beca de música cada año. Eso se convirtió posteriormente en un premio en toda regla: «Por una composición musical distinguida de dimensión significativa por un estadounidense que haya sido estrenada en los Estados Unidos durante el año». Debido a la exigencia de que la composición tuviera su estreno mundial en el año del premio, la obra ganadora rara vez se había registrado ya veces había recibido sólo una interpretación. En 2004, los términos fueron modificados como sigue: «Por un composición musical distinguida por un estadounidense que haya tenido su primera interpretación o grabación en los Estados Unidos durante el año».

## Obras premiadas
En sus primeros 78 años (hasta 2020), el Pulitzer de Música fue otorgado 74 veces, nunca se dividió y no fue concedido en 1953, 1964, 1965, y 1981. Solamente cuatro compositores lo ganaron dos veces: Gian Carlo Menotti (1950 y 1955), Walter Piston (1948 y 1961), Samuel Barber  (1958 y 1963) y  Elliott Carter (1960 y 1973).
| Año  | Obra premiada                                                    | Autor                          | Obras finalistas                                                                                         |  |
| ---- | ---------------------------------------------------------------- | ------------------------------ | --- |  |
| 1943 | Secular Cantata No. 2: A Free Song                               | William Schuman                | |  |
| 1944 | Symphony No. 4, "Requiem"                                        | Howard Hanson                  | |  |
| 1945 | Appalachian Spring, ballet                                       | Aaron Copland                  | |  |
| 1946 | The Canticle of the Sun                                          | Leo Sowerby                    | |  |
| 1947 | Symphony No. 3                                                   | Charles Ives                   | |  |
| 1948 | Symphony No. 3                                                   | Walter Piston                  | |  |
| 1949 | Louisiana Story, música de pelicula                              | Virgil Thomson                 | |  |
| 1950 | The Consul, ópera                                                | Gian Carlo Menotti             | |  |
| 1951 | Giants in the Earth, ópera                                       | Douglas Stuart Moore           | |  |
| 1952 | Symphony Concertante                                             | Gail Kubik                     | |  |
| 1953 | no se premió                                                     |                                | |  |
| 1954 | Concerto Concertante for two pianos and orchestra                | Quincy Porter                  | |  |
| 1955 | The Saint of Bleecker Street, ópera                              | Gian Carlo Menotti             | |  |
| 1956 | Symphony No. 3                                                   | Ernst Toch                     | |  |
| 1957 | Meditations on Ecclesiastes                                      | Norman Dello Joio              | |  |
| 1958 | Vanessa, ópera                                                   | Samuel Barber                  | |  |
| 1959 | Piano Concerto No. 1, Op. 9.                                     | John La Montaine               | |  |
| 1960 | String Quartet No. 2                                             | Elliott Carter                 | |  |
| 1961 | Symphony No. 7                                                   | Walter Piston                  | |  |
| 1962 | The Crucible, ópera                                              | Robert Ward                    | |  |
| 1963 | Piano Concerto                                                   | Samuel Barber                  | |  |
| 1964 | no se premió                                                     |                                | |  |
| 1965 | no se premió (ver: Duke Ellington)                               |                                | |  |
| 1966 | Variations for Orchestra                                         | Leslie Bassett                 | |  |
| 1967 | Quartet No. 3 for strings and electronic tape                    | Leon Kirchner                  | |  |
| 1968 | Echoes of Time and the River                                     | George Crumb                   | |  |
| 1969 | String Quartet No. 3                                             | Karel Husa                     | |  |
| 1970 | Time's Encomium                                                  | Charles Wuorinen               | |  |
| 1971 | Synchronisms No. 6                                               | Mario Davidovsky               | |  |
| 1972 | Windows                                                          | Jacob Druckman                 | |  |
| 1973 | String Quartet No. 3                                             | Elliott Carter                 | |  |
| 1974 | Notturno                                                         | Donald Martino                 | |  |
| 1975 | From the Diary of Virginia Woolf                                 | Dominick Argento               | |  |
| 1976 | Air Music                                                        | Ned Rorem                      | |  |
| 1977 | Visions of Terror and Wonder                                     | Richard Wernick                | |  |
| 1978 | Deja Vu for percussion and orchestra                             | Michael Colgrass               | |  |
| 1979 | Aftertones of Infinity                                           | Joseph Schwantner              | |  |
| 1980 | In Memory of a Summer Day                                        | David Del Tredici              | After the Butterfly — Morton Subotnick Quintets for Orchestra — Lukas Foss                               |  |
| 1981 | no se premió                                                     |                                | |  |
| 1982 | Concerto for Orchestra                                           | Roger Sessions                 | |  |
| 1983 | Three Movements for Orchestra (Symphony No. 1)                   | Ellen Zwilich                  | Drama for Orchestra — Vivian Fine                                                                        |  |
| 1984 | Canti del Sole                                                   | Bernard Rands                  | Piano Concerto — Peter Lieberson                                                                         |  |
| 1985 | Symphony No. 1 "RiverRun"                                        | Stephen Albert                 | Songs of Innocence and Experience, a Musical Illumination of the Poems of William Blake — William Bolcom |  |
| 1986 | Wind Quintet No. 4, for flute, oboe, clarinet, horn, and bassoon | George Perle                   | Symphony No. 5 — George Rochberg                                                                         |  |
| 1987 | The Flight into Egypt                                            | John Harbison                  | Flower of the Mountain — Stephen Albert                                                                  |  |
| 1988 | 12 New Etudes for Piano                                          | William Bolcom                 | Concerto For String Quartet and Orchestra — Gunther Schuller                                             |  |
| 1989 | Whispers Out of Time                                             | Roger Reynolds                 | Concerto for Orchestra — Steven Stucky H'un (Lacerations): In Memoriam 1966-1976 — Bright Sheng          |  |
| 1990 | Duplicates: A Concerto                                           | Mel D. Powell                  | Concerto for Cello, Piano, and String Orchestra — Ralph Shapey                                           |  |
| 1991 | Symphony                                                         | Shulamit Ran                   | Four Movements for Piano —Bright Sheng Wilde — Charles Fussell                                           |  |
| 1992 | The Face of the Night, the Heart of the Dark                     | Wayne Peterson                 | Concerto Fantastique — Ralph Shapey                                                                      |  |
| 1993 | Trombone Concerto                                                | Christopher Rouse              | Music for Cello and Orchestra — Leon Kirchner Violin Concerto — Joan Tower                               |  |
| 1994 | Of Reminiscences and Reflections                                 | Gunther Schuller               | Still Movement with Hymn — Aaron Jay Kernis Microsymphony — Charles Wuorinen                             |  |
| 1995 | Stringmusic                                                      | Morton Gould                   | Evensong — Donald Erb Adam — Andrew Imbrie                                                               |  |
| 1996 | Lilacs, for soprano and orchestra                                | George Walker                  | Variations for Violin and Piano — Peter Lieberson Adagio tenebroso — Elliott Carter                      |  |
| 1997 | Blood on the Fields, oratorio                                    | Wynton Marsalis                | Dove Sta Amore — John Musto Passacaglia Immaginaria — Stanisław Skrowaczewski                            |  |
| 1998 | String Quartet No. 2, Musica Instrumentalis                      | Aaron Jay Kernis               | Century Rolls — John Adams Horntrio — Yehudi Wyner                                                       |  |
| 1999 | Concerto for Flute, Strings, and Percussion                      | Melinda Wagner                 | Persistent Memory' — David Rakowski Stanisław Skrowaczewski, Concerto for Orchestra —                    |  |
| 2000 | Life is a Dream, ópera (awarded for concert version of Act II)   | Lewis Spratlan                 | Serenata Concertante'' — Donald Martino contes de fees — John Zorn                                       |  |
| 2001 | Symphony No. 2, for string orchestra                             | John Corigliano                | Tituli — Stephen Hartke Time After Time — Fred Lerdahl                                                   |  |
| 2002 | Ice Field                                                        | Henry Brant                    | Rilke Songs — Peter Lieberson Ten of a Kind — David Rakowski                                             |  |
| 2003 | On the Transmigration of Souls                                   | John Adams                     | Three Tales — Steve Reich Camp Songs — Paul Schoenfield                                                  |  |
| 2004 | Tempest Fantasy                                                  | Paul Moravec                   | Cello Counterpoint — Steve Reich Piano Concerto No. 3 — Peter Lieberson                                  |  |
| 2005 | Second Concerto for Orchestra                                    | Steven Stucky                  | You Are (Variations) — Steve Reich Dialogues — Elliott Carter                                            |  |
| 2006 | Chiavi in Mano, (piano concerto)                                 | Yehudi Wyner                   | Neruda Songs — Peter Lieberson) Si Ji (Four Seasons) —Chen Yi                                            |  |
| 2007 | Sound Grammar                                                    | Ornette Coleman                | Grendel — Elliot Goldenthal Astral Canticle — Augusta Read Thomas                                        |  |
| 2008 | The Little Match Girl Passion                                    | David Lang                     | Meanwhile — Stephen Hartke Concerto for Viola — Roberto Sierra                                           |  |
| 2009 | Double Sextet                                                    | Steve Reich                    | 7 Etudes for Solo Piano — Don Byron Brion — Harold Meltzer                                               |  |
| 2010 | Violin Concerto                                                  | Jennifer Higdon                | String Quartet No. 3 — Fred Lerdahl Steel Hammer — Julia Wolfe                                           |  |
| 2011 | Madame White Snake, ópera                                        | Zhou Long                      | Arches — Fred Lerdahl Comala — Ricardo Zohn-Muldoon                                                      |  |
| 2012 | Silent Night: ópera in Two Acts                                  | Kevin Puts                     | Death and the Powers — Tod Machover The Companion Guide to Rome — Andrew Norman                          |  |
| 2013 | "Partita for 8 Voices"                                           | Caroline Shaw                  | Pieces of Winter Sky — Aaron Jay Kernis Ten Freedom Summers — Wadada Leo Smith                           |  |
| 2014 | Become Ocean                                                     | John Luther Adams              | The Gospel According to the Other Mary — John Adams Invisible Cities — Christopher Cerrone               |  |
| 2015 | Anthracite Fields                                                | Julia Wolfe                    | Xiaoxiang — Lei Liang The Aristos — John Zorn                                                            |  |
| 2016 | In for a Penny, in for a Pound                                   | Henry Threadgill               | The Blind Banister — Timo Andres The Mechanics: Six from the Shop Floor — Carter Pann                    |  |
| 2017 | Angel's Bone                                                     | Du Yun                         | Bound to the Bow — Ashley Fure Ipsa Dixit — Kate Soper                                                   |  |
| 2018 | DAMN.                                                            | Kendrick Lamar                 | Quartet — Michael Gilbertson Sound from the Bench — Ted Hearne                                           |  |
| 2019 | p r i s m.                                                       | Ellen Reid                     | Still — James Romig Sustain — Andrew Norman                                                              |  |
| 2020 | The Central Park Five, opera                                     | Anthony Davis                  | and all the days were purple — Alex Weiser Sky: Concerto for Violin — Michael Torke                      |  |
| 2021 | Stride                                                           | Tania León                     | Data Lords — Maria Schneider Place — Ted Hearne                                                          |  |
| 2022 | Voiceless Mass                                                   | Raven Chacon                   | Seven Pillars — Andy Akiho with eyes the color of time — Anne Leilehua Lanzilotti                        |  |
| 2023 | Omar                                                             | Michael Abels Rhiannon Giddens | |  |

Citación adicional:

- 1974: Roger Sessions (1896-1985)
- 1976: Scott Joplin (1868-1917, póstumo)
- 1982: Milton Babbitt (1916–2011)
- 1985: William Schuman (1910-1992)
- 1998: George Gershwin (1898-1937, póstumo)
- 1999: Duke Ellington (1899-1974, póstumo)
- 2006: Thelonious Monk (1917-1982, póstumo)
- 2007: John Coltrane (1926-1967, póstumo)
- 2008: Bob Dylan (n. 1941)
- 2010: Hank Williams (1923-1953, póstumo)
- 2019: Aretha Franklin (1942-2018, póstumo)